# Kenny Baker (Schauspieler)

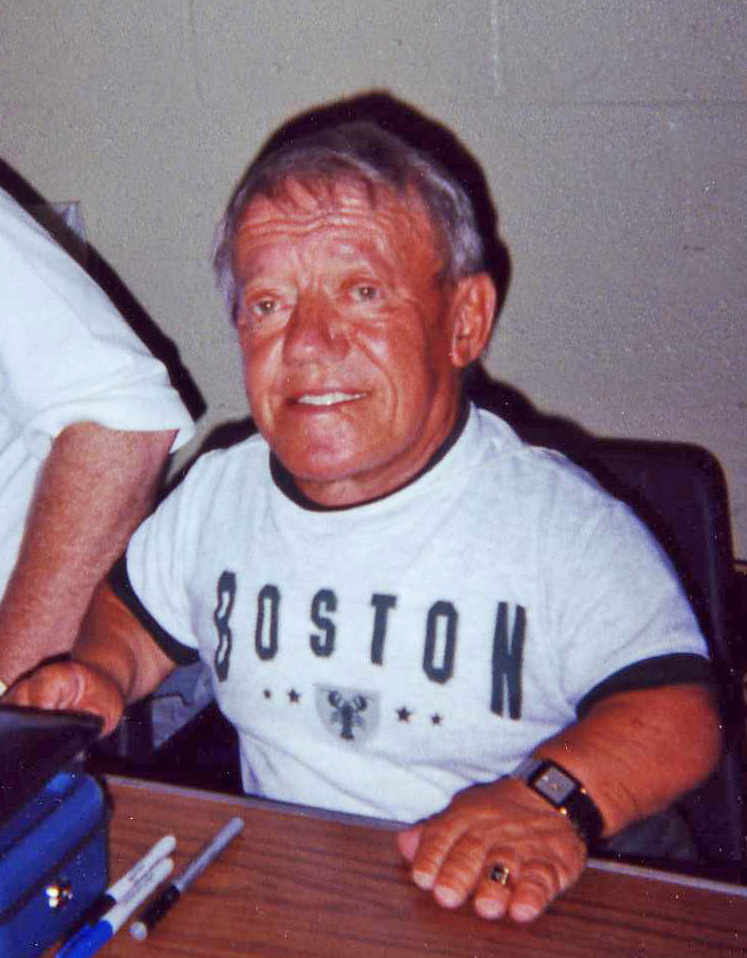
Kenny Baker (2005)

Kenneth George „Kenny“ Baker  (* 24. August 1934 in Birmingham; † 13. August 2016 in Preston) war ein britischer Schauspieler. Er wurde durch die Star-Wars-Filme bekannt, in denen er teilweise den Droiden R2-D2 bediente und spielte.

## Leben
Im Alter von 16 Jahren trat er einer Schauspieltruppe bei. Nach einer dreijährigen Tournee wechselte Baker zu Billy Smarts Zirkus, wo er als Clown und Ansager arbeitete. Im Jahre 1960 traf er den ebenfalls kleinwüchsigen Jack Purvis, mit dem er eine Comedy- und Musicalgruppe namens „The Mini-Tones“ gründete. Sie spielten in Theatern und Clubs in ganz Europa sowie in Südafrika, Kanada, den Vereinigten Staaten und Neuseeland.
Baker war von 1977 mit der ebenfalls kleinwüchsigen Schauspielerin Eileen Baker verheiratet, die 1993 starb. Beide traten zusammen in den Filmen Wombling Free und Die Rückkehr der Jedi-Ritter auf. Aus der Ehe gingen zwei Söhne hervor, die im Gegensatz zu ihren Eltern normalwüchsig sind. Seit 1994 lebte Baker mit seiner Freundin Valerie Gale zusammen.
Neben der Schauspielerei betätigte sich Baker als Harmonikaspieler; in der nordenglischen Jazzszene spielte er in den 1980er-Jahren im Blaydon Jazz Club.
Kenny Baker starb am 13. August 2016 im Alter von 81 Jahren in Preston.

## R2-D2
Als die Vorbereitungen zu Star Wars begannen, suchten die Entwickler der Spezialeffekte nach einem kleinwüchsigen Schauspieler, der in den Körper des zylindrischen Droiden R2-D2 passen musste. Obwohl sie anfangs planten, in einer Vielzahl von Szenen einen ferngesteuerten Roboter einzusetzen, hielt es der Regisseur George Lucas für nötig, den menschlichen Faktor für diese Rolle einzubringen. Der Production Designer John Barry kannte den 1,11 Meter großen Kenny Baker und hielt ihn für die perfekte Besetzung der Rolle. Baker lehnte zunächst ab, da er der Meinung war, dass er sich im Inneren eines „Staubsaugers“ nicht gerade wohl fühlen würde. Abgesehen davon sah die Rolle keine einzige Zeile Text vor. Das Produktionsteam schaffte es aber nach einiger Zeit und etwas Überredungskunst doch noch, den Schauspieler für die Rolle zu gewinnen.
Während der Aufnahmen zum ersten Teil der Trilogie funktionierte der ferngesteuerte R2-D2 nicht so, wie es eigentlich geplant war, denn die elektronischen Bauteile, die dafür zuständig waren, den Roboter vor- und rückwärts manövrieren zu lassen, fingen Signale von tunesischen Radiostationen auf. Daher verbrachte Baker einen Großteil der Filmaufnahmen in der „Metallbüchse“.
Baker hatte nicht viel Bewegungsfreiheit in seinem Kostüm, und oft war es im Inneren so laut, dass er die „Cut!“-Rufe von Lucas nicht hörte und erst aufhörte, wenn einer der Mitarbeiter auf den Roboter klopfte. Die in den Filmen häufig vorkommenden Schläge C-3POs auf den Kopf des Droiden spielen darauf an.
Baker war einer der wenigen Schauspieler, die in allen sieben bis zu seinem Tod entstandenen Star-Wars-Teilen mitwirkten. Ab dem siebten Star-Wars-Film war er jedoch nur noch als Berater zuständig. Die schauspielerische Darstellung von R2-D2 wurde hauptsächlich von Jimmy Vee übernommen.

## Filmografie (Auswahl)
- 1960: Der rote Schatten (Circus of Horrors)
- 1977: Krieg der Sterne (Star Wars: Episode IV – A New Hope)
- 1980: Das Imperium schlägt zurück (Star Wars: Episode V – The Empire Strikes Back)
- 1980: Der Elefantenmensch (The Elephant Man)
- 1980: Flash Gordon
- 1980: Time Bandits
- 1983: Die Rückkehr der Jedi-Ritter (Star Wars: Episode VI – Return of the Jedi)
- 1984: Amadeus
- 1986: Mona Lisa
- 1986: Die Reise ins Labyrinth (Labyrinth)
- 1987: Dornröschen (Sleeping Beauty)
- 1988: Willow
- 1993: U.F.O.
- 1999: Star Wars: Episode I – Die dunkle Bedrohung (Star Wars: Episode I – The Phantom Menace)
- 2002: Star Wars: Episode II – Angriff der Klonkrieger (Star Wars: Episode II – Attack of the Clones)
- 2002: 24 Hour Party People
- 2005: Star Wars: Episode III – Die Rache der Sith (Star Wars: Episode III – Revenge of the Sith)
- 2015: Star Wars: Das Erwachen der Macht (Star Wars: The Force Awakens)